# Blintz

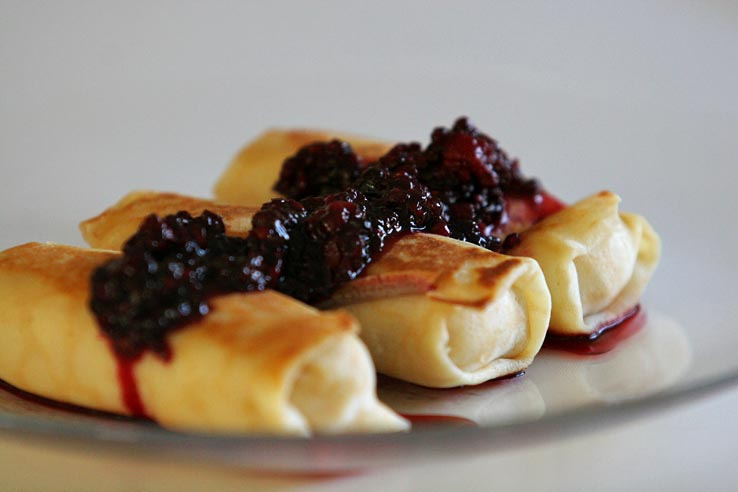
Käse-Blintze mit Brombeeren

Blintz (Mehrzahl: Blintze oder Blinchiki) ist ein kleiner, dünner Pfannkuchen der jüdischen Küche, russisch-polnischen Ursprungs. Blintze werden aus einem ähnlichen Teig wie Blini gebacken, aber mit zusätzlichem Ei, und um eine herzhafte oder süße Füllung gewickelt. Eine der beliebtesten Füllungen besteht aus Hüttenkäse mit Zimt und Zucker, normalerweise mit Obstkompott garniert. Blintze mit Käsefüllung werden traditionell während der Frühlingsfeiertage Schawuot gegessen. Für russische Juden ergeben mit zerkleinerten Rinderbratenresten gefüllte Blintze eine vollständige Mahlzeit oder sind Beilage zu Hühnersuppe.
Wie die Knishes stehen auch Blintze für Lebensmittel, die heute als typisch jüdisch gelten, und beispielhaft für die Veränderungen an Lebensmitteln sind, die Juden von ihren christlichen Nachbarn übernommen haben.